# Megachile admixta
Megachile admixta är en biart som beskrevs av Cockerell 1931. Megachile admixta ingår i släktet tapetserarbin, och familjen buksamlarbin. Inga underarter finns listade i Catalogue of Life.